# Torymus kovaci
Torymus kovaci is een vliesvleugelig insect uit de familie Torymidae. De wetenschappelijke naam is voor het eerst geldig gepubliceerd in 2005 door Narendran & Girish Kumar.